# 야시카 J-7
야시카 J-7(Yashica J-7)은 1966년에 출시된 35mm SLR 카메라다.

## 사양
- 제조년도: 1968
- 제조사: 야시카,일본
- 카메라 타입: SLR, 교체 가능 랜즈, m42 스크류 마운트
- 필름 타입: 135, 35mm
- 사진 사이즈: 24mm x 36mm
- 셔터 속도: 1-1/1000 and B
- 노출 미터: 비 TTL
- 배터리: PX625 (미터 전용)
- 셀프 타이머: 10초 연기
- 렌즈: M42 스크류 마운트 자동 야시논 DX 50mm 1:1.7
- 필터 사이즈: 52mm
- 무게: 몸체 700g, 일반야시논 랜즈 부착시 900g